# Les Moitiers-d'Allonne
Les Moitiers-d'Allonne è un comune francese di 698 abitanti situato nel dipartimento della Manica nella regione della Normandia.

## Storia

### Simboli
Lo stemma è stato adottato dal comune il 15 febbraio 2010.

## Società

### Evoluzione demografica
Abitanti censiti